# Vita di Antonio Gramsci
Vita di Antonio Gramsci è uno sceneggiato biografico in quattro parti diretto da Raffaele Maiello e trasmesso da Rai 2 dal 14 gennaio al 4 febbraio 1981.

## Puntate
- L'educazione politica
- L'educazione sentimentale
- L'educazione carceraria
- Curriculum mortis